# Don't let me down (阿部真央の曲)
「Don't let me down」（ドントレットミーダウン）は、2016年5月25日にポニーキャニオンから発売された阿部真央の14枚目のシングル。

## 概要
前作『You changed my life』から約半年ぶりで、2016年初リリースとなるシングルであり、産休からの本格的な再始動となるシングルでもある。
カップリングには、2015年に行われたツアー『阿部真央らいぶ No.6』のライブDVD&Blu-rayより、「じゃあ、何故」、「スペシャルメドレー」の音源が収録されている。
一般流通としては通常盤一形態であるが、Loppi・HMVがそれぞれ数量限定で存在し、オリジナルタオルマフラーが特典となっていた。 
ジャケットには阿部真央の顔にワイヤーアートを施した写真が使用されている。

## 収録曲
| 全作詞・作曲: 阿部真央。 | |          |            |          |
| #                        | タイトル | 作詞     | 作曲・編曲 | 編曲家   |
| 1.                       | 「Don't let me down」 | 阿部真央 | 阿部真央   | 阿部真央 |
| 2.                       | 「じゃあ、何故（弾き語り ver.）（阿部真央らいぶNo.6@東京国際フォーラム ホールA）」                                                        | 阿部真央 | 阿部真央   | 阿部真央 |
| 3.                       | 「阿部真央らいぶNo.6 スペシャルメドレー（ポーカーフェイス・I wanna see you・プレイボーイ・世界はまだ君を知らない・モットー。1コーラス）」 | 阿部真央 | 阿部真央   | 阿部真央 |
| 4.                       | 「Don't let me down（Inst.）」 | 阿部真央 | 阿部真央   | 阿部真央 |